# Обличчя на мішені
Обличчя на мішені — радянський двосерійний телефільм 1978 року, знятий режисером Альмантасом Грікявічюсом на Литовській кіностудії.

## Сюжет
Психологічний детектив за мотивами новел Г. Честертона. Кінець 19 століття. У покинутому замку збирається таємне масонське товариство. Засідання переривається вбивством господаря замку. Проте з'ясовується, що вбили двійника. Але за цим слідує нова низка вбивств.

## У ролях
- Повілас Гайдіс — отець Браун (озвучив Володимир Ферапонтов)
- Регімантас Адомайтіс — дипломат Фішер
- Юозас Кіселюс — Гарольд Марч, журналіст (озвучив Станіслав Захаров)
- Вітаутас Паукште — Ісаак Гук, президент клуба риболовів
- Антанас Габренас — Говард Хорн, міністр фінансів (озвучив Едуард Ізотов)
- Арнас Росенас — Харкер, генеральний прокурор (озвучив Віктор Рождественський)
- Лаймонас Норейка — прем'єр-міністр Мерівейл (озвучив Фелікс Яворський)
- Юріс Стренга — Дженкінс, багатий хужожник (озвучив Олег Голубицький)
- Стяпонас Космаускас — герцог Вестморленд
- Едгарас Савіцкіс — Буллен, племінник Ісаака Гука і секретар прем'єр-міністра Мерівейла
- Вальдас Ятаутіс — Барнет
- Гедимінас Гірдвайніс — Левер, управдом Гука (озвучив Герман Качин)
- Вітаутас Томкус — Фламбо
- Нійоле Ожеліте — Рубі Адамс, наречена Гарольда Марча
- Роландас Буткявічюс — Нат, редактор
- Вітаутас Канцлеріс — Адамс, батько Рубі
- Альфредас Каряцкас — господар бару
- Альгірдас Сабаліс — Хуго, охоронець Ісаака Гука
- Альгірдас Шемешкявічюс — полісмен
- Бронюс Талачка — Дрейдж
- Йонас Біржіс — слуга в будинку Адамсів
- Рімантас Багдзявічюс — лакей
- Отонас Ланяускас — лакей
- Альгімантас Мажуоліс — лакей
- Еугеніюс Ольбікас — лакей
- Казимірас Прейкштас — посильний
- Антанас Сейкаліс охоронець Ісаака Гука
- Алексас Іонікас — лакей
- Ервінас Пятярайтіс — охоронець Ісаака Гука

## Знімальна група
- Режисер — Альмантас Грікявічюс
- Сценарист — Рімантас Шавяліс
- Оператор — Рімантас Юодвалькіс
- Композитор — Альгімантас Апанавічюс
- Художник — Галюс Клічюс